# Société des douze

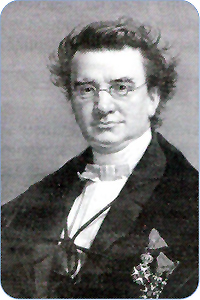
Auguste Baron, membre fondateur de la première « Société des douze ».

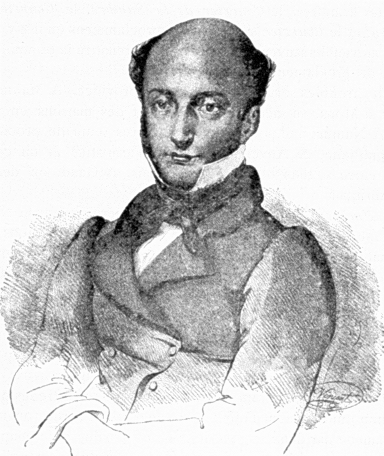
Louis de Potter, membre fondateur de la première « Société des douze ».

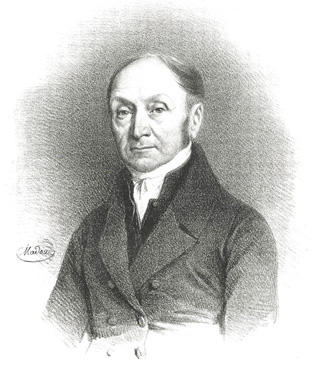
Le philosophe Louis Gruyer, membre fondateur de la première « Société des douze ».

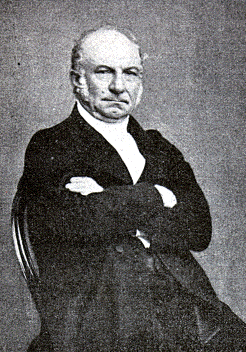
Lucien Jottrand, membre fondateur de la première « Société des douze ».

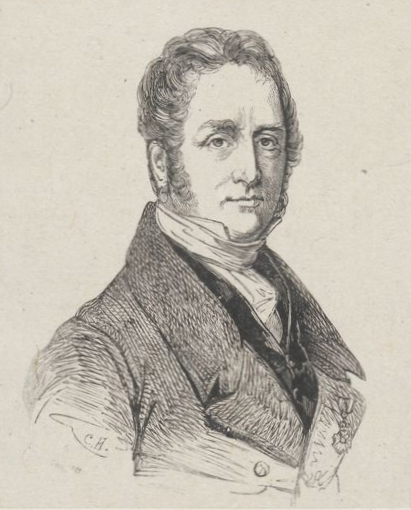
Le peintre Joseph-Denis Odevaere, membre fondateur de la première « Société des douze ».

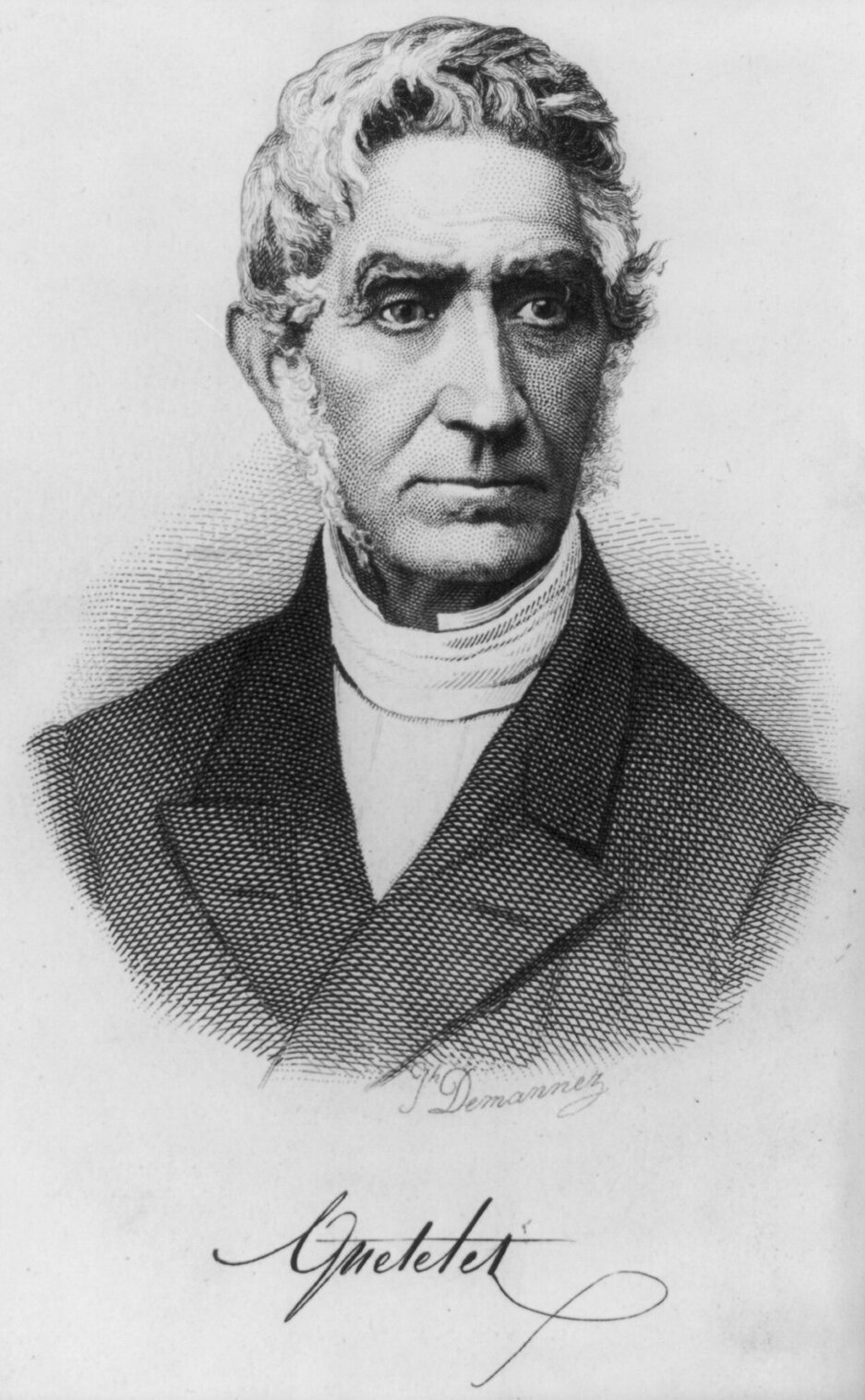
Adolphe Quetelet, membre fondateur de la première « Société des douze ».

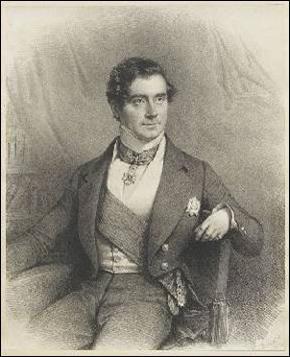
Sylvain Van de Weyer, membre fondateur de la première « Société des douze ».

La Société des douze est une association savante, littéraire et gastronomique qui tenait ses séances à Bruxelles.

## La première Société des douze
La Société de littérature de Bruxelles, fondée le 20 nivôse an VIII (10 janvier 1800), comptait notamment parmi ses membres le baron de Stassart, fabuliste et moraliste, le poète Lesbroussart et le géographe Louis-Dieudonné Dewez, qui en était le secrétaire. La Société de littérature, mal notée par le gouvernement du royaume uni des Pays-Bas et en proie à des querelles intestines, disparaît en 1823.
Certains de ses membres continuèrent à se réunir dans le salon du poète Philippe Lesbroussart et fondèrent la même année 1823 la Société des douze.
En 1825, quand la Grèce se souleva, les XII formèrent en Belgique un Comité hellènique.
La réponse de Libry-Bagnano fut immédiate.  Il fit paraître, sous le pseudonyme de Linny Babagor, sa Réponse d'un Turc à la note du Vicomte de Chateaubriand, membre de la Société en faveur des Grecs, livre de l'Imprimerie M. Hayez, Dépôt de la Librairie Baud(o)uin Frères à Bruxelles.

### Les douze membres fondateurs en 1824
La liste qui suit est celle que donne en 1855 Quetelet, membre fondateur.
1. Auguste Baron
2. Philippe Doncker[4], avocat, auteur politique, fondateur du périodique L'Observateur.
3. Louis de Potter[5]
4. Auguste Drapiez[6]
5. Louis Gruyer[7]
6. Lucien Jottrand[8]
7. Philippe Lesbroussart
8. Joseph-Denis Odevaere
9. Adolphe Quetelet
10. Édouard Smits[9]
11. Jean-François Tielemans
12. Sylvain Van de Weyer[10]

Libry-Bagnano, folliculaire et aventurier qui avait déjà tâté des galères pour diverses escroqueries, donne dès 1832 une liste, mais qui, vu le parcours de l'auteur qui essaye peut-être de discréditer ses ennemis, est moins crédible que celle de 1855 de Quetelet. Il ajoute les noms de François Joseph Beyts, de l'avocat Gendebien, fils, d'Isidore Plaisant, du notaire Thomas, fils, ainsi que d'Édouard Ducpétiaux, en remplacement de Tielemans, et d'Adolphe Levae en remplacement d'un autre.
Gustave Charlier, dans une étude de 1948 publiée par l'Académie royale de Belgique, ajoute le nom de Marcellin Jobard, mais il n'indique pas sa source, il est possible qu'il s'agisse d'une confusion Jobard/Jottrand.

### Ses activités
Dès son origine, d'importantes personnalités en firent partie. Le mystère dont cette société s'entourait avait dès le début attiré la suspicion de la presse et du gouvernement de Guillaume Ier.

### Sa dissolution
Cette première Société des douze fondée sous le règne de Guillaume Ier s'est dispersée vers 1830, lorsque l'alliance des libéraux et des catholiques contre le gouvernement de Guillaume Ier se fut un peu consolidée, et que l'on commença à prévoir la lutte.
Toutefois son esprit n'était pas mort et en 1834 une nouvelle génération, belge cette fois-ci, l'a remise sur pied.

## La nouvelleSociété des douze

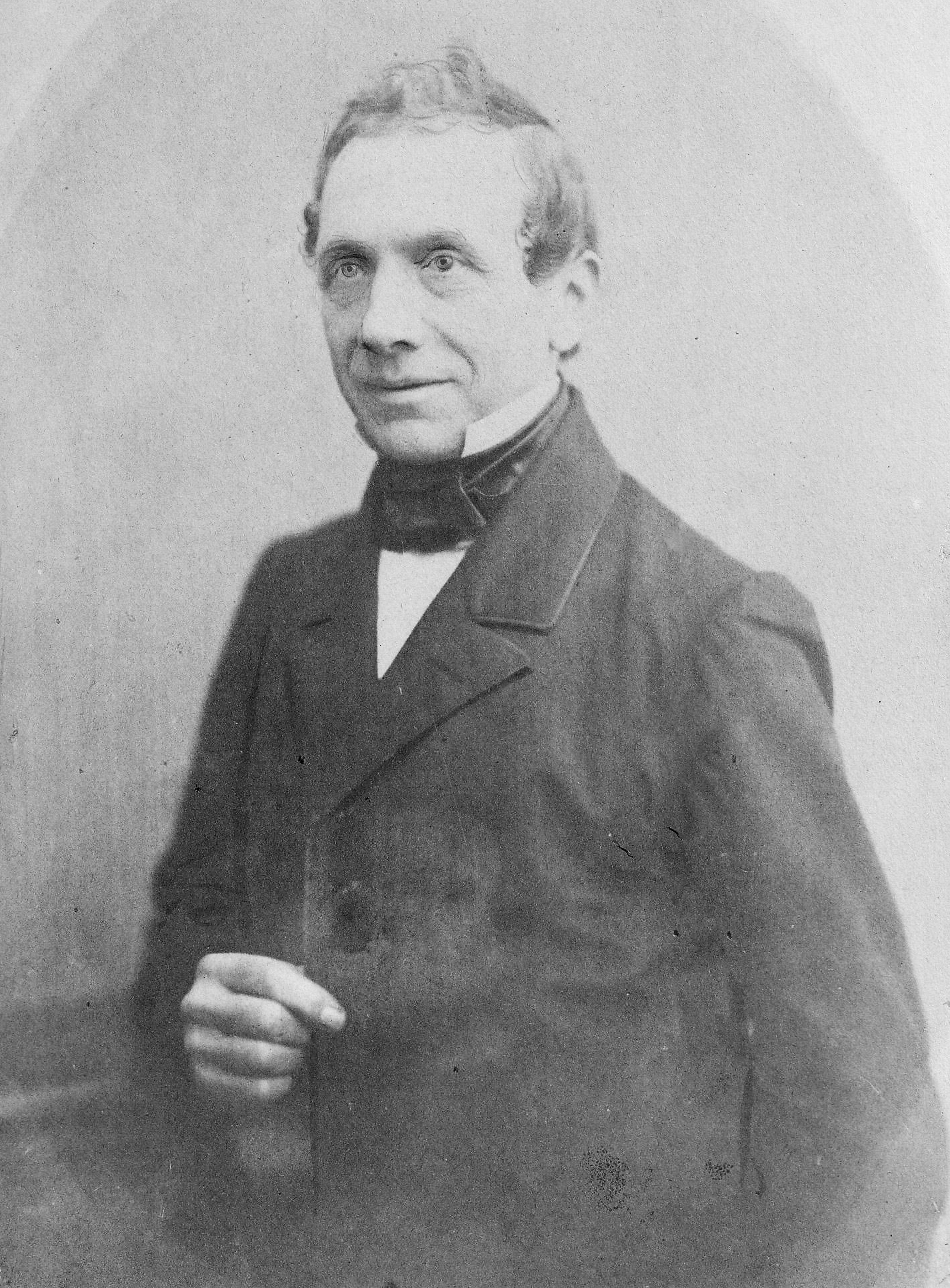
Auguste van Dievoet, membre fondateur de la nouvelle Société des douze.

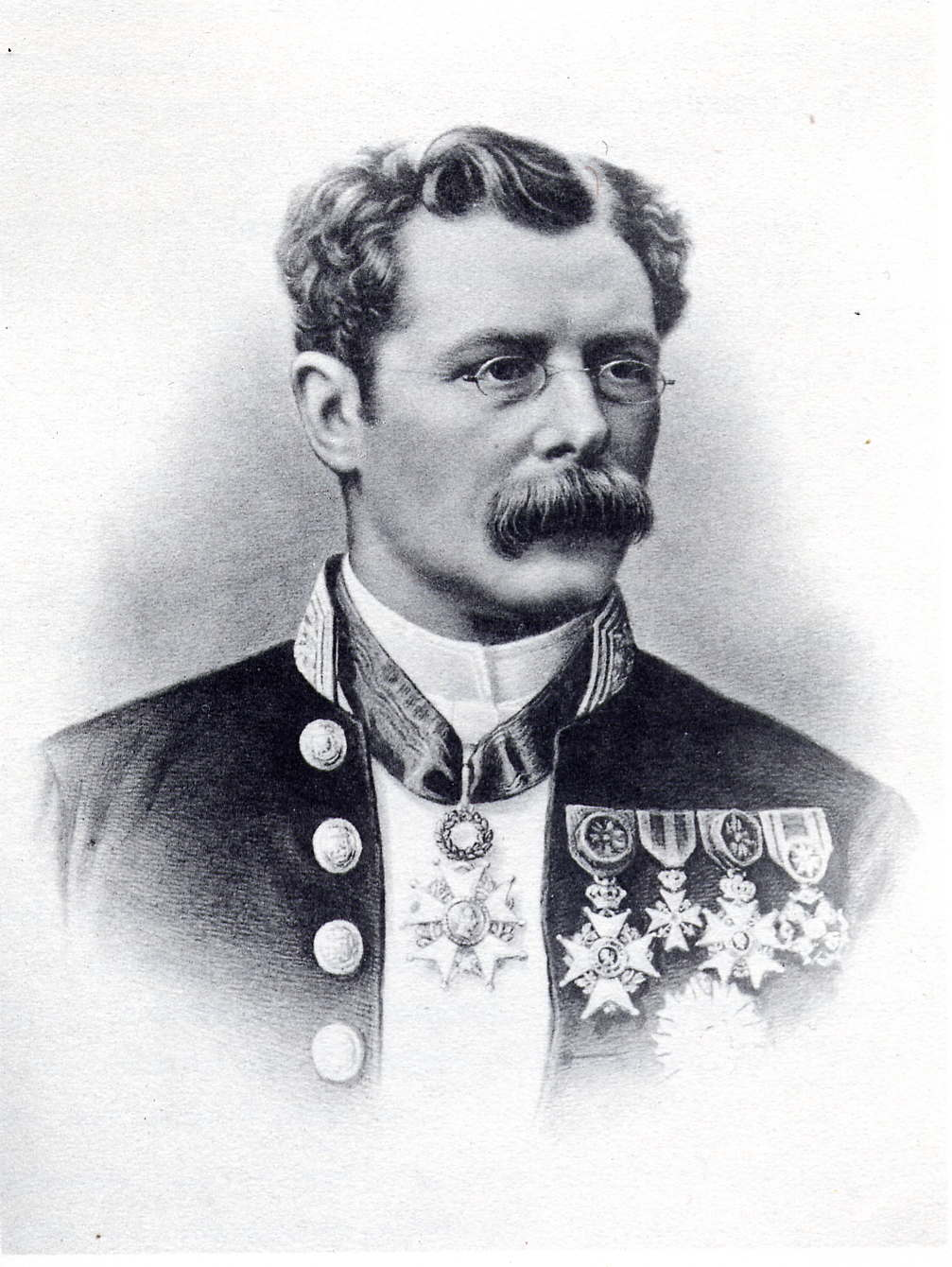
Jules Anspach, membre fondateur de la nouvelle Société des douze.

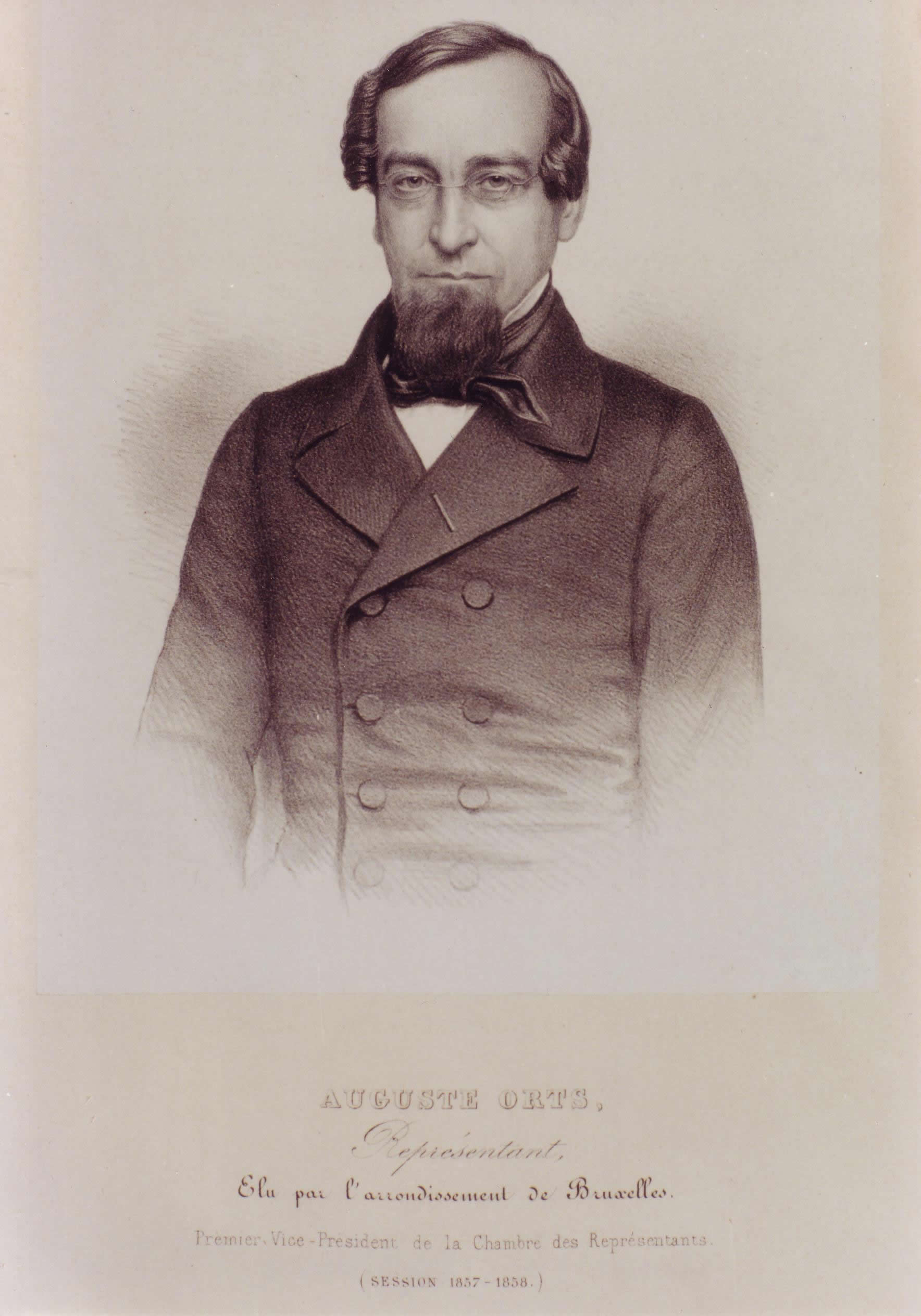
Auguste Orts, membre fondateur de la nouvelle Société des douze.

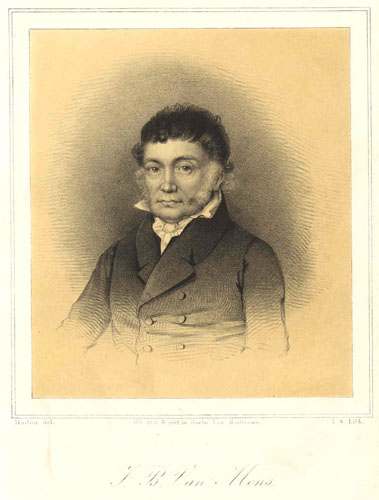
Jean-Baptiste Van Mons, membre fondateur de la nouvelle Société des douze.

Cette seconde Société des douze, fut fondée en 1834 dans l'esprit de la première, par la nouvelle génération qui allait lui redonner vie. Si la première Société des douze était principalement composée de savants et d'intellectuels actifs dans l'opposition au gouvernement de Guillaume Ier, les membres appartenant à cette nouvelle société étaient presque exclusivement issus du monde de la magistrature, du barreau de cassation et des édiles bruxellois.
Cette Société, où les charmes de la table s'associent aux joies de l'esprit, n'a qu'une existence de fait et ne possède pas de statuts officiels. La Société des douze se perpétue toujours par cooptation de candidats figurant sur une longue liste d'attente, tant l'appartenance à cette Société a conservé une aura prestigieuse. Après le décès d'un membre celui-ci est ainsi aussitôt remplacé.

### Liste des fondateurs en 1834 de la nouvelle «Société des douze»
Une brochure éditée pour le cinquantenaire de la Société des douze liste les nouveaux fondateurs de cette société, ainsi que leur année de décès, date à laquelle ils étaient remplacés par les candidats en attente :
- Van Damme : mort en 1850 (date de décès)
- P. De Cuyper : 1849. Est-il apparenté à A.A De Cuyper, né en 1800, conseiller à la Cour de cassation, officier de l'ordre de Léopold le 5 mars 1856[17], mort en 1849.
- Delporte cadet. Un Delporte était responsable au « Musée, à l'ancienne cour » du Cabinet de physique et galeries d'histoire naturelle[18], mort en 1839.
- Vandevelde, mort en 1872.
- François Joseph Verhaegen (né à Bruxelles le 1er août 1800 et mort dans sa ville natale le 18 mars 1848), docteur en droit de l'Université d'État de Louvain, jurisconsulte et avocat à la Cour de cassation, avec entre autres Antoine Bemelmans, Pierre Sanfourche-Laporte, Adolphe Bosquet ou Henri Marcelis, il est mort en 1848. François Joseph Verhaegen, est le frère de Théodore Verhaegen, fondateur de l'Université libre de Bruxelles.
- Jean-Baptiste Van Mons, pharmacien, chimiste, botaniste, agronome, pomologue, professeur de physique et de chimie à l'École centrale de Bruxelles et à l'Université d'État de Louvain, mort en 1842.
- Théodore Van Mons, né à Bruxelles le 31 mars 1801, mort à Schaerbeek[19] le 30 décembre 1869, président de la haute cour militaire, conseiller à la Cour d'appel de Bruxelles et un des 40 fondateurs — à Bruxelles — (avec l'avocat T. Pardon de Tirlemont) du Club révolutionnaire la Réunion centrale[20] et décoré de la croix de fer (Belgique)[21], fils du savant Jean-Baptiste Van Mons, qui précède, mort en 1870.
- Heernu. H. (ou F.) Heernu, né à Bruxelles le 23 juillet 1794, directeur de la Caisse hypothécaire, administrateur de la Banque de Belgique et de la Société d'assurances l'Union belge, mort en 1859.
- Delporte mort en 1867
- Van Parys, mort en 1858. Pourrait être Jean-Édouard Van Parys[22], avocat, membre en 1848 de la députation permanente du conseil provincial du Brabant, ancien substitut du procureur du Roi près le tribunal de première instance de Bruxelles.  En 1852, il fait partie de la députation permanente du Brabant. Membre de la loge des « Amis Philanthropes », demeurant en 1837 Marché-aux-Charbon no 63.  Chevalier de l'ordre de Léopold pour ses 20 ans de dévouement.
- Louis Ranwet né à Bruxelles le 6 juillet 1802, y décédé le 20 février 1870, après avoir étudié le droit à l'Université d'État de Louvain devient un avocat réputé, entre dans la magistrature comme juge au tribunal de première instance de Bruxelles, dont il devient vice-président le 13 octobre 1840, conseiller à la cour d'appel le 14 juillet 1844, puis le 24 octobre 1867, il fut élevé à la présidence d'une chambre. IL est un des fondateurs du journal L'Indépendant qui s'appellera par la suite L'Indépendance belge, fut colonel de la 4e légion de la garde civique de 1848 à 1867 et président de la Société royale de la Grande Harmonie.
- Auguste Van Dievoet (Bruxelles, 3 mai 1803 - Bruxelles, 31 octobre 1865), docteur en droit de l'Université d'État de Louvain, historien du droit, jurisconsulte et avocat à la Cour de cassation, Auguste Van Dievoet figure avec ses confrères Auguste Orts et Hubert Dolez parmi les plus éminents avocats de son temps. Hubert Dolez dominer le barreau de Cassation aussi avec Pierre Sanfourche-Laporte. Auguste fut magistrat, juge suppléant au tribunal de première instance de Bruxelles, membre du conseil de l’ordre des avocats de 1838 à 1848, membre du Conseil de Discipline des avocats près la Cour de cassation, membre du conseil supérieur de l'«École centrale du commerce et de l'industrie »[23], de la « Société pour la propagation des bons livres »[24], créateur en 1842 de la bibliothèque du barreau de Bruxelles, époux d'Antoinette Coniart (1819-1885). Il est le père de Jules Van Dievoet (1844-1917), également avocat à la Cour de Cassation, et époux de Marguerite Anspach (1852-1934), fille de Jules Anspach bourgmestre de Bruxelles et membre lui aussi de la Société des douze.

### Vie de la Société
En vertu d'une décision prise le 16 décembre 1876, chaque membre, sous peine d'amende, devait composer quelques vers, tout au moins un quatrain, pour les prochaines agapes. C'est ainsi que pour le 248e banquet du 20 janvier 1877 huit membres seulement s'exécutèrent, Charles Faider, Théodore Pardon (1808-1890), Conseiller à la Cour de Cassation, l'avocat Henri-Edouard Lavallée, Auguste Orts, Eugène Anspach, Picard (Albert ou Edmond ?)Émile De Mot et Jules Anspach, admis le 14 décembre 1872.
Anspach ne s'était pas contenté d'un seul quatrain et avait composé un poème qui en contenait onze et qui commençait ainsi :
Ma foi ! l'ordonnance est formelle !
Il faut quatre vers ou sinon
Payer une amende nouvelle !
Mon choix est fait ; viens Apollon !
Les quatre autres offrirent comme amende une bouteille de champagne Roederer.
Le fait que cette nouvelle « Société des Douze » n'ait jamais eu de statut officiel, qu'elle se recrutait par cooptation dans un milieu étroit et que les membres se réunissaient l'un chez l'autre hors des projecteurs, rend difficile d'en rédiger l'histoire.
Cette société existait encore en 1884, date où elle célébrait son cinquantième anniversaire et en espérait encore d'autres. Elle a sans doute continué d'exister encore après cette date, mais à défaut de documents archivistiques ultérieurs (brochures, menus, narrations contemporaines), il n'est pas possible de suivre son évolution et de connaître la suite de son existence et de son destin.